# Балка Очеретка
Балка Очеретка — річка в Україні у Криворізькому, Широківському й Казанківському районах Дніпропетровської й Миколаївської областей. Ліва притока річки Вербової (басейн Дніпра).

## Опис
Довжина річки 21 км, похил річки 1,2 м/км, площа басейну водозбору 182 км². Формується багатьма струмками та загатами. На деяких ділянках річка пересихає. У селі Макарівка річку перетинає автошлях Н11 (автомобільний шлях національного значення на території України, Дніпро — Кривий Ріг — Миколаїв. Проходить територією Дніпропетровської та Миколаївської областей.). У XX столітті на річці існували молочно,-птахо-тваринні ферми (МТФ, ПТФ), газгольдери та газові свердловини, а у XIX столітті — декілька вітряних млинів.

## Розташування
Бере початок на північно-західній околиці села Ранній Ранок. Тече переважно на південний захід і на північній стороні від села Явдотівки впадає в річку Вербову, ліву притоку річки Висуні.
Населені пункти вздовж берегової смуги: Макарівка, Курганка.